# 西尾市立一色中学校
西尾市立一色中学校（にしおしりつ いっしきちゅうがっこう）は、愛知県西尾市一色町坂田新田にある公立中学校。

## 概要
- 西尾市立一色中部小学校校区、西尾市立一色東部小学校校区、西尾市立一色西部小学校校区、西尾市立一色南部小学校校区の生徒が通学し、校区は旧・幡豆郡一色町の佐久島を除く地域に該当する[注釈 1][1]。

## 沿革

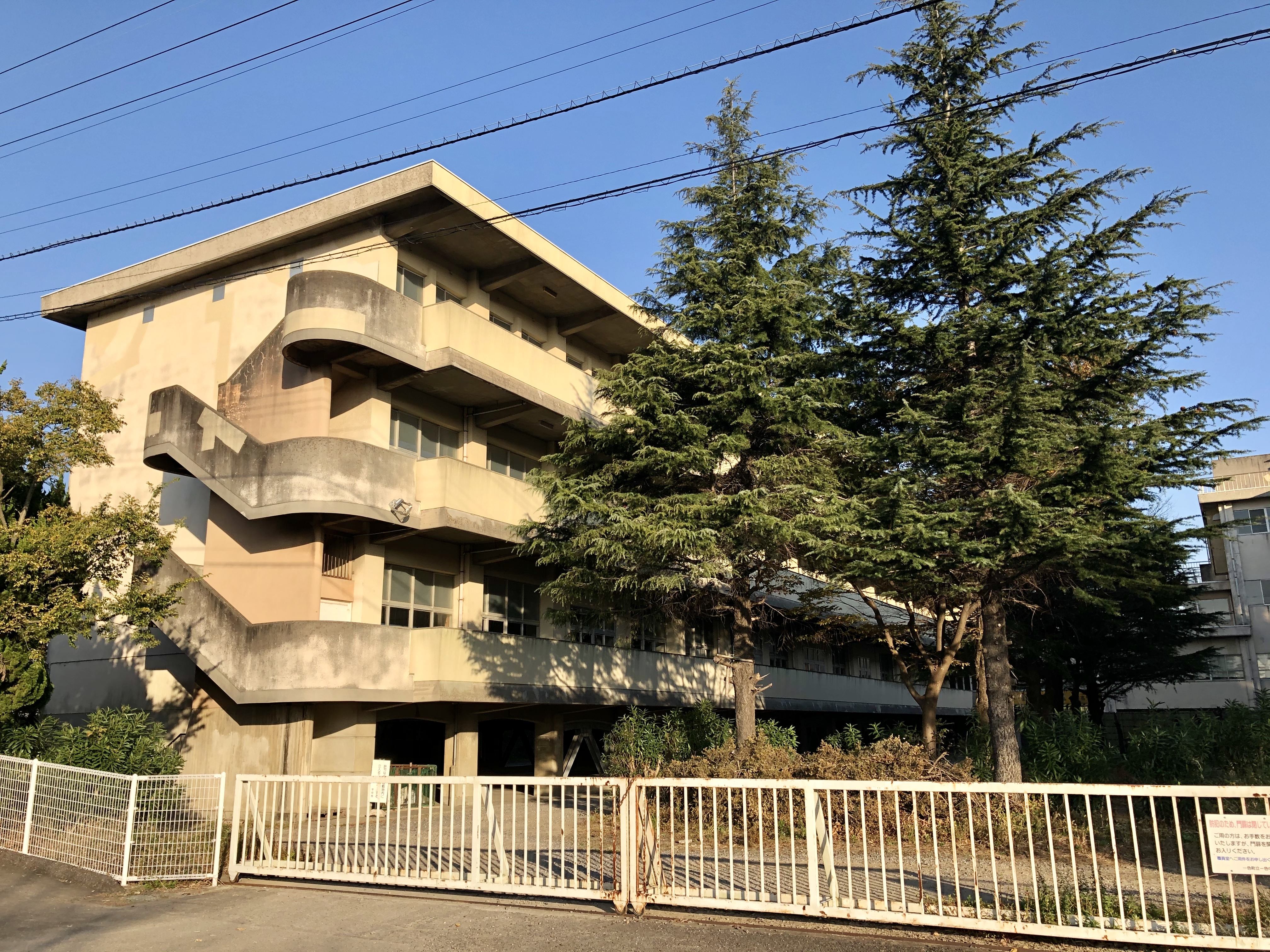
校舎

- 1947年（昭和22年）4月 - 一色町立一色中学校として開校。校舎は無く、一色町立一色中部小学校の校舎の一部と、赤羽別院[注釈 2]を仮校舎とする。
- 1948年（昭和23年）12月 - 新校舎が完成し、生徒が全員移る。
- 1978年（昭和53年）4月 - 現在地に校舎（鉄筋コンクリート造）が完成し、移転する。
- 1998年（平成10年）11月 - 開校50年、移転20周年記念式典を行う。
- 2011年（平成23年）4月1日 - 一色町が西尾市に編入される。同時に西尾市立一色中学校に改称する。

## 交通アクセス
- いっちゃんバス「一色中西（いっしきちゅうにし）」バス停より徒歩約3分。
- 名鉄東部交通一色線「一色さかな広場佐久島行船のりば」バス停より徒歩約20分。

## 周辺施設
- 西尾市立一色東部小学校
- 一色海浜公園
- 西尾市一色B＆G海洋センター
- 一色町体育館
- 佐久島行船のりば
- 一色さかな広場